# Cerecinos del Carrizal
Cerecinos del Carrizal – gmina w Hiszpanii, w prowincji Zamora, w Kastylii i León, o powierzchni 17,24 km². W 2011 roku gmina liczyła 135 mieszkańców.